# Ministerio de Propaganda (España)
El Ministerio de Propaganda fue un departamento ministerial del Gobierno de España que existió brevemente durante los primeros meses de la Guerra Civil en el bando republicano. Como su nombre indica, el sentido de la creación de este departamento fue el control de la información, tanto en el ámbito nacional como en el extranjero, para que esta estuviera «al servicio de la República y del pueblo que la defiende heroicamente».
Así, se pusieron bajo su mando todos los servicios de publicidad, información y propaganda que en ese momento interesaban al Estado republicano (prensa, radio, cinematografía, editoriales, publicaciones, actos públicos y exposiciones, entre otras). Sin embargo, solo asumía funciones de ámbito civil, puesto que el ámbito militar quedaba bajo el Subcomisariado de Propaganda de la Comisaría General de Guerra, que ejercía sus funciones entre las Fuerzas Armadas y la Milicia. Por último, también asumió competencias turísticas.

## Historia
Fue creado por Decreto del 4 de noviembre de 1936 y su único titular fue Carlos Esplá Rizo. Unas semanas más tarde se le adscribió una Subsecretaría de Propaganda de nueva creación con Federico Martínez Miñana al frente y el Patronato Nacional de Turismo.
Tras los sucesos de mayo de 1937, que provocaron la dimisión del presidente del Consejo de Ministros, Francisco Largo Caballero, el Ministerio de Propaganda fue suprimido y su órgano directivo, la Subsecretaría de Propaganda, fue transferida al Ministerio de Estado.

## Titular
Su único titular fue Carlos Esplá Rizo, que ejerció como ministro de Propaganda entre noviembre de 1936 y mediados de mayo de 1937.